# بات هندرسون
بات هندرسون (بالإنجليزية: Pat Henderson)‏ هو لاعب قذف أيرلندي، ولد في 30 يناير 1943 في Johnstown, County Kilkenny ‏ في جمهورية أيرلندا.